# Vers la joie
Pour plus de détails, voir Fiche technique et Distribution.
Vers la joie (Till glädje) est un film suédois réalisé par Ingmar Bergman, sorti en 1950.

## Synopsis
Stig et Martha sont tous deux violonistes dans l'orchestre dirigé par le vieux Sönderby. Ils se marient mais l'ambition de Stig est débordante et son orgueil démesuré. Les accrocs rencontrés dans la vie du ménage, son incapacité à embrasser une carrière de soliste le rendent amer. Il fréquente Mikael Bro, un vieil ami noceur qui forme avec sa femme Nelly un couple sulfureux.

## Fiche technique
- Titre : Vers la joie
- Titre original : Till glädje
- Réalisation : Ingmar Bergman
- Scénario : Ingmar Bergman
- Production : Allan Ekelund
- Musique : Ludwig van Beethoven
- Photographie : Gunnar Fischer
- Montage : Oscar Rosander
- Décors : Nils Svenwall
- Format : Noir et blanc - Mono
- Genre : Drame
- Durée : 98 minutes
- Date de sortie : 1950

## Distribution
- Maj-Britt Nilsson : Marta Olsson
- Stig Olin : Stig Eriksson
- Birger Malmsten : Marcel
- John Ekman : Mikael Bro
- Margit Carlqvist : Nelly Bro
- Victor Sjöström : Sönderby

Actrices non créditées :
- Svea Holst : une infirmière
- Sif Ruud : Stina